# Preußisch-russischer Allianzvertrag (1762)

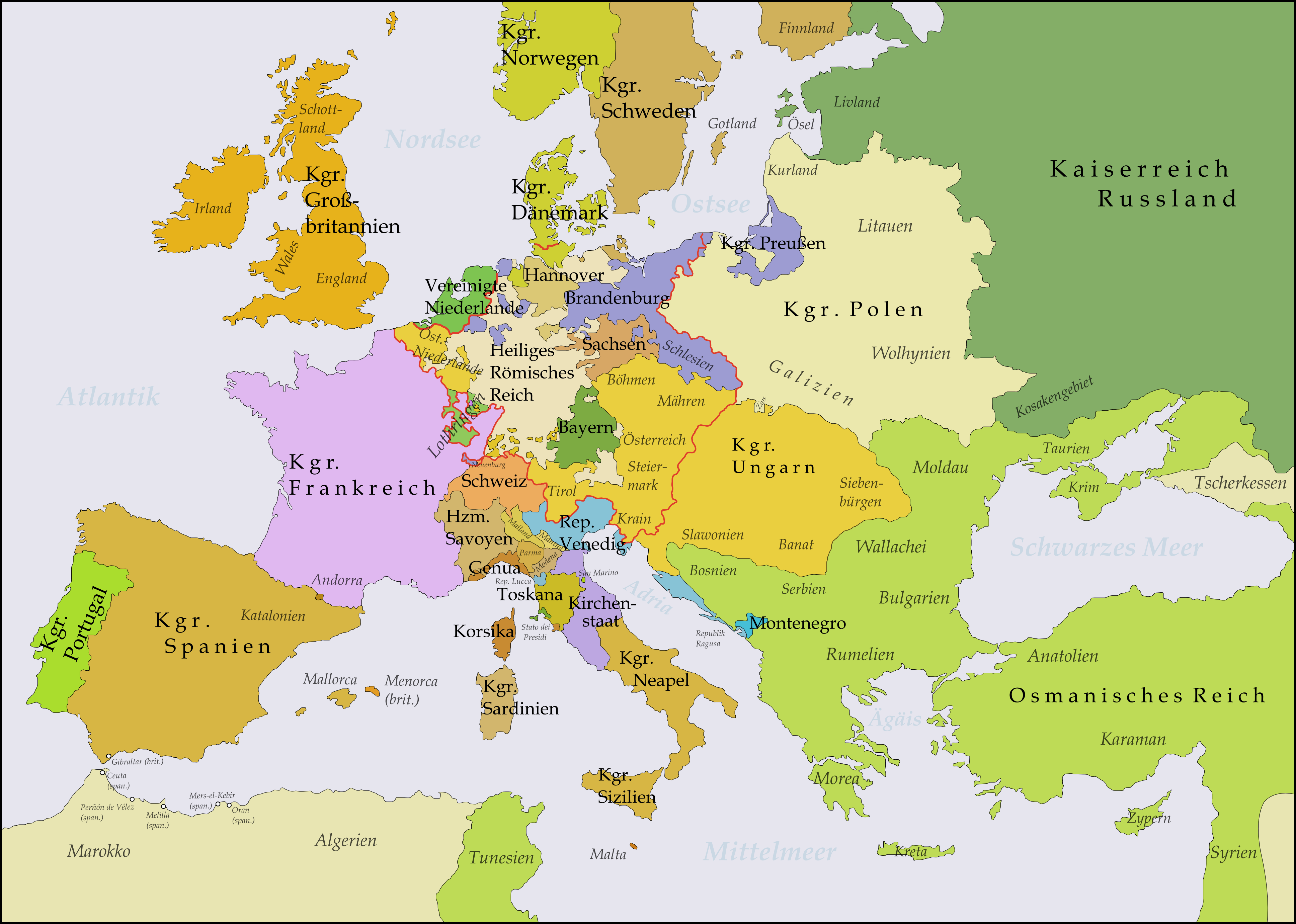
Europa zur Zeit des Siebenjährigen Krieges

Der Preußisch-russische Allianzvertrag vom 30. Juni 1762 war ein kurzlebiges Defensiv- und Offensivbündnis zwischen Preußen und Russland, welche erst kurz zuvor ihrerseits Frieden geschlossen hatten.
Er enthielt im Kern Bestimmungen, die sich offensiv gegen Dänemark richteten. Aufgrund des kurz darauf erfolgten Staatsstreichs gegen Peter III., wurde der Vertrag von der Thronfolgerin Katharina II. nicht mehr bestätigt.

## Politische Rahmenbedingungen
Die Eroberungspolitik Friedrichs des Großen hatte das europäische Gleichgewicht gefährdet. Russische Berater der Kaiserin Elisabeth befürchteten die Entfesslung eines großen europäischen Krieges durch Preußen auch in unmittelbarer Nähe zum russischen Territorium. Russische Diplomaten suchten sich für diesen Fall in Europa abzusichern.
Nach einem gescheiterten Ansatz für eine britisch-russisch-preußische Koalition, der auch auf englischem Betreiben der Wiener Hof beitreten sollte, verbündete sich im März 1756 Russlands Kaiserin Elisabeth mit der Habsburgerin Maria Theresia in einen gegen Preußen gerichteten Offensiv- und Defensivvertrag. Die Habsburgermonarchie hatte zuvor eine Allianz mit Versailles eingegangen (Umkehr der Bündnissysteme).
Dies bedeutete für den preußischen König die Gefahr einer Einkreisung durch die drei europäischen Großmächte. Im August 1756 eröffnete Friedrich II. die Feindseligkeiten, der Siebenjährige Krieg nahm damit seinen Anfang.
Die Lage des Preußenkönigs verschlimmerte sich von Monat zu Monat. Da starb am 5. Januar 1762 die Kaiserin Elisabeth. Ihr Neffe, Peter III., trat sofort die Regierung an.
Während der Thronwechsel in Petersburg bei den Dänen die größte Bestürzung und die schlimmsten Befürchtungen hervorrief, begrüßte Friedrich der Große diese Botschaft mit unverhohlener Freude, zumal Peter III. bereits als Großfürst seine Vorliebe für alles Preußische bekundete.
Den Streit des Gottorfischen und des königlichen Hauses in Holstein durch einen Tauschvertrag zwischen Peter und Dänemark zu begleichen scheiterte bereits zu Lebzeiten der Kaiserin Elisabeth. Im Juli 1761 erklärte Peter, dass er die dänischen Vorschläge ablehne und auf seinen Anrechten besteht. Seitdem bereitete sich der dänische König Friedrich V. auf den Krieg vor.
Kurz nach Antritt der Regierung machte Peter III. deutlich, dass er unverzüglich den Krieg gegen Dänemark um Holstein beginnen wird.
Friedrich II. entsandte den Oberst Wilhelm Bernhard von der Goltz nach Sankt Petersburg und ermächtigte ihn, die Garantie Preußens für die Besitznahme Holsteins durch Peter und die Neutralität für den Fall eines dänisch-russischen Krieges anzubieten. Mit offenen Armen wurde von der Goltz am kaiserlich-russischen Hof empfangen. Die Verhandlungen verliefen zügig, am 5. Mai wurde in Sankt Petersburg der Frieden zwischen den beiden Staaten unterzeichnet.

## Vertragsentwurf
Im Anschluss übergab Michael Larionowitsch Woronzow dem preußischen Gesandten den in deutscher Sprache abgefassten Entwurf des Allianzvertrags. Der Vertragsabschluss erfolgte am 19. Juni in Gegenwart des Kaisers und des Prinzen Georg von Holstein. Woronzow las jeden Artikel des Vertrags einzeln vor, von der Goltz die Änderungen, welche er beantragte. Diese wurden genehmigt, bis auf den Artikel, den Schleswig betraf. Hier bestand Peter II. auf eine Garantie Preußens.
In dem Vertrag bestätigten beide Mächte ihren Besitzstand und versprachen einander im Falle eines Angriffs von dritten Mächten für die Dauer des Konfliktes der anderen Seite ein Hilfskorps von 15.000 Mann Infanterie und 5000 Mann Kavallerie zu stellen. Über die Besoldung, die Verpflegung und das Kommando wurden genaue Bestimmungen im Vertrag getroffen. Zu den 20 Artikeln des Vertrags waren zwei Separatartikel und drei Geheimartikel hinzugefügt worden. Der erste Separatartikel bestimmte, dass der Vertrag im Falle eines Russisch-Persischen Kriegs beziehungsweise eines Kriegs gegen England keine Anwendung findet.
Der zweite Separatartikel äußerte sich zu innenpolitischen Angelegenheiten in Polen-Litauen. Der erste Geheimartikel bestimmte, das Preußen dem russischen Kaiser sein Anrecht als Herzog von Holstein auf Schleswig zur Geltung bringt. Auch gewährte Preußen weitere Gebietsabtretungen Dänemarks für einen zukünftigen russisch-dänisch-holsteinischen Frieden. Der zweite und dritte Geheimartikel enthielt Bestimmungen zu Kurland und Polen.
Friedrich II. billigte das Vorgehen seines Gesandten von der Goltz und ratifizierte den Vertrag am 30. Juni.

## Weitere Entwicklung
Peter setzte die Truppen in Bewegung und zog bei Kolberg 40.000 Mann zusammen. Weitere Verstärkungen sollte die Angriffsarmee auf 60.000 Mann bringen. Anfang Juli rückte die Vorhut in Schwedisch-Pommern ein. Die Dänen setzten ihre Marine und Armee in Bereitschaft.
Kurz darauf wurde Peter III. von seiner Gemahlin Katharina II. am 9. Juli 1762 gestürzt. Die Truppen erhielten sofort gegenlautende Befehle.
Das zwischen Russland und Preußen geschlossene Bündnis wurde hinfällig. Katharina bestätigte den von Friedrich II. unterschriebenen Vertrag nicht. Seine Bestimmungen dienten jedoch als Grundlage für den 1764 geschlossenen neuen Allianzvertrag zwischen Russland und Preußen.